# Francesc Micheli i Jové
Francesc Micheli i Jové va ser alcalde de Sant Adrià de Besòs entre 1931 i 1934.
Net d'un immigrant italià, era nascut al municipi lleidatà de Seròs el 1902, va arribar a Sant Adrià el 1926 on treballaria com a mecànic a la fàbrica CELO. Més endavant, ja als anys 30, la família obriria un estanc. Micheli era militant d'ERC.
Després de les eleccions municipals d'abril de 1931 i la proclamació de la Segona República Espanyola, Micheli fou escollit Tinent d'alcalde del primer govern local republicà. El 24 d'octubre del mateix any l'alcalde Gimeno dimiteix pressionat per les discussions internes promogudes pel mateix Micheli, que serà qui el substitueixi en el càrrec. Les eleccions municipals de 1934 ratificarien Micheli a l'alcaldia.
Durant els fets del 6 d'octubre d'aquell any, Micheli proclamaria la República Catalana des del balcó de l'Ajuntament de Sant Adrià, donant suport a la proclamació de l'Estat Català de Companys. Com a tant altres llocs, després d'uns dies, la revolta va ser sufocada per les forces armades i l'alcalde Micheli va ser detingut junt amb altres regidors i tancats al vaixell - presó Argentina. El 27 de desembre van quedar en llibertat provisional.
Arran de la destitució del govern municipal el ple escull un nou alcalde, Manuel Barraceta, que seria substituït posteriorment per Enric Algueró fins que el febrer de 1936, després de la victòria del Front Popular a les eleccions legislatives, els membres del govern local anterior, liderats per Francesc Micheli, reclamen restituir l'Ajuntament de 1934 i així Micheli torna a l'alcaldia fins al maig del mateix any, moment en què va presentar la seva dimissió i fou substituït per Mateu Viura.
Durant la Guerra Civil, marxa una temporada a Sort i també lluità al front de Terol. El 1939 fuig cap a França on passaria un temps al camp de Sant Cebrià de Rosselló fins que va aconseguir una feina en una fàbrica de motors d'avió. El 1940 la seva família també aconsegueix travessar la frontera i unir-se a Micheli. Al cap de poc, el 1941 decideixen tornar a Espanya on ell és detingut just en travessar la frontera. Va passar dos mesos a la presó Model de Barcelona fins que va ser deixat en llibertat. Després de passar per diverses feines va crear la petita empresa Manufacturas Metálicas F. Micheli.
Va morir el dia 11 de novembre de 1989 a Sant Adrià, on hi ha una plaça que porta el seu nom.